# Distretto di Yuhu
Il distretto di Yuhu (雨湖区S, Yǔhú QūP) è un distretto della Cina, situato nella provincia di Hunan e amministrato dalla prefettura di Xiangtan.